# Autoserica senegalensis
Autoserica senegalensis är en skalbaggsart som beskrevs av Frey 1968. Autoserica senegalensis ingår i släktet Autoserica och familjen Melolonthidae. Inga underarter finns listade.